# Danstedt
Danstedt est un village de la Saxe-Anhalt appartenant depuis 2010 à la commune unie du Nordharz dans l'arrondissement du Harz. Sa population était au recensement du 31 décembre 2009 de 541 habitants.

## Histoire
Le village a été mentionné pour la première fois par écrit lorsque le roi Henri II en fait don à l'abbaye de Drübeck, le 1er août 1004, sous le nom de Dannenstedi.
Le village appartient à l'évêché luthérien d'Halberstadt de 1599 à 1648, puis à la principauté d'Halberstadt. Il fait partie après 1815 du district (Regierungsbezirk) de Magdebourg de la province de Saxe, appartenant au royaume de Prusse.